# Handlová
Handlová (Handlova avant 1913, allemand : Kri(c)kerhau / Kriegerhau, hongrois : Nyitrabánya) est une ville de la région de Trenčín en Slovaquie, dans la région historique de Hauerland. Sa population est de 17 700 habitants.
Ville fondée en 1376 par des Allemands des Carpates.

## Démographie

### Évolution de la population
| Année:               | 1994.  | 2004.   | 2014.   | 2024.    |
| -------------------- | ------ | ------- | ------- | -------- |
| Nombre de personnes: | 18 185 | 17 805  | 17 518  | 15 457   |
| Différence:          |        | -2,08 % | -1,61 % | -11,76 % |

| Année:               | 2023.  | 2024.   |
| -------------------- | ------ | ------- |
| Nombre de personnes: | 15 608 | 15 457  |
| Différence:          |        | -0,96 % |

## Personnalités
- Róbert Bezák (1960-), prêtre catholique, archevêque de Trnava de 2009 à 2012, est né à Handlová.
- Martin Škrtel (1984-), footballeur.